# Società Sportiva Enotria
la Società Sportiva Enotria, nota semplicemente come Enotria Taranto, è stata una società calcistica italiana con sede a Taranto.

## Storia
Nata nel 1920, nel 1922-1923 conseguì la vittoria nel girone A pugliese di Seconda Divisione, accedendo al girone finale nel quale il Foggia primeggiò per un punto in classifica; tuttavia a seguito dell'inattività dello Sporting Club Lecce l'Enotria fu promosso in Prima Divisione.
La stagione 1923-1924 della Prima Divisione vide la compagine lilla conseguire un onorevole 3º posto nella classifica della sezione pugliese. 
In seguito si fuse con la Libertas, il Foot-Ball Club Garibaldino e il Veloce Foot-Ball Club nell'Unione Sportiva Tarantina, la cui attività si limitò alla sola stagione di Prima Divisione del 1924-1925.

## Statistiche e record
La compagine partecipò per 2 stagioni al campionato pugliese di Seconda Divisione, organizzato dalla Lega Sud dal 1922 al 1926, disputando per la prima ed unica volta il girone regionale della Prima Divisione 1923-1924, massimo livello per le formazioni pugliesi di allora, non qualificandosi alla fase nazionale.